# Jaime Giner Álvarez
Jaime Giner Álvarez (Alicante, febrero de 1953) es un arquitecto español.
Titulado en Arquitectura desde el año 1979, ha sido arquitecto municipal de la ciudad de Alicante. Entre sus obras destacan la Plaza de La Viña (1991), la pista deportiva del Monte Tossal (1996) y el Centro Cultural Gastón Castelló (1998), todas ellas en Alicante y llevadas a cabo en colaboración con Manuel Beltrá Martínez.